# Iman Salimi
Iman Salimi (pers. ‏ایمان سلیمی‎, ur. 1 czerwca 1996 w Kermanszahu) – irański piłkarz grający na pozycji środkowego obrońcy, w irańskim klubie Mes Rafsandżan. Wychowanek Aluminium Hormozgan, w swojej karierze grał także w Fajrze Sepasi, Parsie Dżonubi, Teraktorze Sazi, Orionie Tip Sereď oraz Golu Gohar. Były młodzieżowy reprezentant Iranu.

## Statystyki kariery
Aktualne na dzień 17 września 2022.
| Klub                | Poziom             | Sezon              | Liga  | Liga   | Puchar kraju | Puchar kraju | Międzynarodowe | Międzynarodowe | Inne  | Inne   | Suma  | Suma   |
| Klub                | Poziom             | Sezon              | Mecze | Bramki | Mecze        | Bramki       | Mecze          | Bramki         | Mecze | Bramki | Mecze | Bramki |
| ------------------- | ------------------ | ------------------ | ----- | ------ | ------------ | ------------ | -------------- | -------------- | ----- | ------ | ----- | ------ |
| Aluminium Hormozgan | Azadegan League    | 2014/2015          | 6     | 0      | 0            | 0            | —              | —              | —     | —      | 6     | 0      |
| Fajr Sepasi         | Azadegan League    | 2015/2016          | 10    | 0      | 0            | 0            | —              | —              | —     | —      | 10    | 0      |
| Fajr Sepasi         | Azadegan League    | 2016/2017          | 28    | 2      | 2            | 0            | —              | —              | —     | —      | 30    | 2      |
| Fajr Sepasi         | Łącznie            | Łącznie            | 38    | 2      | 2            | 0            | —              | —              | —     | —      | 40    | 2      |
| Pars Dżonubi        | Iran Pro League    | 2017/2018          | 18    | 0      | 1            | 0            | —              | —              | —     | —      | 19    | 0      |
| Teraktor Sazi       | Iran Pro League    | 2018/2019          | 21    | 2      | 0            | 0            | —              | —              | —     | —      | 21    | 2      |
| Teraktor Sazi       | Iran Pro League    | 2019/2020          | 27    | 0      | 4            | 0            | 0              | 0              | —     | —      | 31    | 0      |
| Teraktor Sazi       | Iran Pro League    | 2020/2021          | 0     | 0      | 0            | 0            | —              | —              | —     | —      | 0     | 0      |
| Teraktor Sazi       | Łącznie            | Łącznie            | 48    | 2      | 4            | 0            | 0              | 0              | —     | —      | 52    | 2      |
| Orion Tip Sereď     | Fortuna Liga       | 2020/2021          | 4     | 0      | 0            | 0            | —              | —              | 3     | 0      | 7     | 0      |
| Gol Gohar           | Iran Pro League    | 2021/2022          | 0     | 0      | 0            | 0            | —              | —              | —     | —      | 0     | 0      |
| Mes Rafsandżan      | Iran Pro League    | 2022/2023          | 1     | 0      | 0            | 0            | —              | —              | —     | —      | 1     | 0      |
| Łącznie w karierze  | Łącznie w karierze | Łącznie w karierze | 118   | 4      | 7            | 0            | 0              | 0              | 3     | 0      | 128   | 4      |

## Sukcesy

### Klubowe
Teraktor Sazi
- Zdobywca Pucharu Iranu: 2019/2020